# Houston Comets
O Houston Comets foi um time da Women's National Basketball Association (WNBA) sediado em Houston, Texas, nos Estados Unidos. Fundado em 1997, ele foi um dos oito times que fundaram a associação. Conquistou os primeiros quatro títulos e tornou-se assim a primeira "dinastia" da WNBA, por sua hegemonia nos primeiros anos. Os Comets estão empatados com o Minnesota Lynx como os maiores vencedores de títulos da liga. Devido a dificuldades financeiras, o time foi oficialmente extinto em 2008.
Várias jogadoras consagradas jogaram pelos Comets, como Cynthia Cooper-Dyke, Sheryl Swoopes, Kim Perrot, Michelle Snow, Tina Thompson e a brasileira Janeth dos Santos Arcain.